# 委員会活動
委員会活動（いいんかいかつどう）は、
1. 小学校・中学校・高等学校などにおいて、児童・生徒が学校生活で自ら責任をもって参加･活動するために委員を選出し、委員たちが設けられている委員会に所属して行う活動のこと。本項で詳述する。
  - 学校生活を援助、支援するために、PTAの役員も、児童・生徒とは別に委員会活動を行っている。広報、生活指導、資源回収、ベルマークなど、学校によって様々な委員会が設けられている。
2. 国会議員は、それぞれ委員会に所属し、審議に参加する。予算、国土交通、文教、憲法、経済産業などの委員会がある。委員会も参照のこと。

## 概要
委員会の内容は学校によってさまざまであるが、代表的なものとしては、生活（風紀）、図書、環境、放送、保健、給食、スポーツ、広報、健康などがある。各校の実態に応じて、設置される委員会はもちろん、活動内容も異なる。平成期の小学校では、かつて選挙によって選出されていた児童会役員を廃止し、その活動を継承した「運営委員会」を設置するケースが増えている。
委員会活動は、学習指導要領において、特別活動の中の児童会活動・生徒会活動の中に位置づけられる。

### 選出方法
選出人数は学校によって、またその委員会によって異なるが、小学校では原則的に5･6年生全員が参加し、各委員会に割り振られる。参加学年の児童数をもとに各委員会の定数を割り出し、各学級に定員を割り振ったうえで希望者を募る。中学校・高校では、各学級から1人～4人程度の委員を選出するのが一般的で、全員参加ではないことが多い。学級委員の選出とともに、立候補や推薦などを経て、選挙や全会一致などで選出することが多い。規模が小さい学校では、全生徒がいずれかの委員会に所属するようになっていることもある。希望者のみの自由参加で委員を確保する学校もあるが、人員が不足しやすい、各委員会の人数に偏りが生じるなどの問題がある。

### 男女比率
男女共学でかつ男女の比率が同じくらいの学級では、男女の比率が半々になるように選ばれることが多い。委員会の活動内容によっては、必ず男女両方が揃うようにすることもある（保健委員会に多くみられる）。

### 任期
小学校では、原則的に通年の活動である。一方、中学校・高校では、前期（4月～9月）・後期（10月～3月）ごとを任期としている学校が多い。一般に、学級委員の任期と同様にしている。各学期ごとを任期としたり、学年（4月～翌年3月）を任期とする学校もある。